# Mount Holm-Hansen
Mount Holm-Hansen är ett berg i Antarktis. Det ligger i Östantarktis. Nya Zeeland gör anspråk på området. Toppen på Mount Holm-Hansen är 1 613 meter över havet.
Terrängen runt Mount Holm-Hansen är kuperad åt sydost, men åt nordväst är den bergig. Trakten är obefolkad. Det finns inga samhällen i närheten.